# Сазанков, Александр Евгеньевич
Алекса́ндр Евге́ньевич Сазанко́в (бел. Аляксандр Яўгенавіч Сазанкоў; 8 марта 1984, Могилёв) — белорусский футболист, нападающий. Большую часть карьеры провёл в могилёвском «Днепре» (первый матч за основную команду провёл в 2002 году), также выступал за гданьскую «Лехию» и минское «Динамо».

## Карьера
Воспитанник могилёвского «Днепра», с течением времени стал основным нападающим команды. С началом игры за первую команду «Днепра» в 2002 году также провёл два матча за молодёжную сборную Беларуси. В 2010 году играл за минское «Динамо», где также был основным нападающим.
В сентябре 2010 перешёл в гданьскую «Лехию». Не сумел заиграть в чемпионате Польши из-за травмы и конфликта с руководством клуба. В результате в сентябре 2012 года разорвал контракт с «Лехией».
Тогда же вернулся в могилёвский «Днепр», но из-за судебных процессов с «Лехией» смог сыграть за «Днепр» только в сезоне 2013 года. Закрепился в качестве основного центрального нападающего (хотя нередко его заменял Дмитрий Ковб), но за весь сезон сумел забить только один гол.
Сезон 2014 года начал успешно — дубль Сазанкова в ворота «Гомеля» позволил могилёвскому клубу выйти в полуфинал кубка Беларуси. Но в том же матче он получил травму, из-за которой пропустил большую часть сезона. Вернулся на поле в августе 2014 года и закрепился на позиции центрального нападающего, но не сумел спасти «Днепр» от вылета в Первую лигу. В феврале 2015 года продлил контракт с «Днепром». В сезоне 2015 года был основным нападающим клуба в Первой лиге, но значительное количество матчей пропустил из-за травмы.
В феврале 2016 года вновь продлил соглашение с клубом. В сезоне 2016 года помог «Днепру» выйти в Высшую лигу. Начало сезона 2017 года пропустил из-за травмы, вернулся на поле только в июне. В июле 2017 года покинула могилёвский клуб.
В августе 2017 года присоединился к «Орше», за которую выступал до конца сезона. В 2018—2019 годах играл в клубе Второй лиги «Горки». В августе 2019 года он снова стал игроком «Орши», где играл до конца года, иногда выходя на замену в конце матча.

## Достижения
- Бронзовый призёр чемпионата Беларуси: 2009